# CS Corbeanca
ACS Corbeanca este un club de fotbal din Corbeanca, județul Ilfov care evoluează în prezent în Liga a IV-a Ilfov.

## Palmares
Liga a IV-a Ilfov
- Campioană (2): 2007–08, 2012–13
- Locul 2 (1): 2011–12

## Lot de jucători
| Nr. |         | Poziție | Jucător       |
| --- | ------- | ------- | ------------- |
|     | România | P       | Catalin N.    |
|     | România | F       | Nicoara A.    |
|     | România | F       | Stanciu Cr.   |
|     | România | F       | Macovei I.    |
|     | România | F       | Capalau D.    |
|     | România | F       | Bratulescu G. |
|     | România | M       | Tamarjan R.   |
|     | România | M       | Azamfirei M.  |

| Nr. |         | Poziție | Jucător        |
| --- | ------- | ------- | -------------- |
|     | România | M       | Snagoveanu Cr. |
|     | România | M       | Dumitru D.     |
|     | România | M       | Cocicov L.     |
|     | România | M       | Grigore B.     |
|     | România | M       | Naom M.        |
|     | România | A       | Radu St.       |
|     | România | A       | Badila M.      |
|     | România | A       | Alexandru G.   |